# Кузевичі (Логойський район)
Кузевичі — (біл. Кузеўічы), село (веска) в складі Логойського району розташоване в Мінській області Білорусі, підпорядковане Логозинській сільській раді.
Село Кузевичі розташоване в центральних районах Білорусі, у північній частині Мінської області - орієнтовне розташування [Архівовано 17 травня 2020 у Wayback Machine.].